# Стратиграфічна зона
Стратиграфічна зона, хронозона (англ. chronozone або chron) — таксономічна одиниця загальної стратиграфічної шкали, яка підпорядкована ярусу; включає шари з характерним комплексом викопних організмів, які не повторюються у відкладах шарів, що лежать вище та нижче.
Назви зон даються за родом і видом характерних для них скам'янілостей. С.з. виділяють у стратотипі ярусу, або ж вони мають свій власний стратотип. Син. — хронозона.